# Sophie and the Giants
Sophie Louise Scott, bekannt unter ihrem Künstlernamen Sophie and the Giants (SATG), ist eine englische Singer-Songwriterin aus Staines-upon-Thames. Im Jahr 2019 veröffentlichte Sophie and the Giants die Single „The Light“, die als Trailer für das Codemasters-Spiel "Grid" sowie in einer deutschen Vodafone-Werbung verwendet wurde. Anschließend folgten Kollaborationen mit Purple Disco Machine: "Hypnotized" und "In the Dark", die internationale Erfolge erzielten. Im August 2024 trat sie Loud LDN bei.

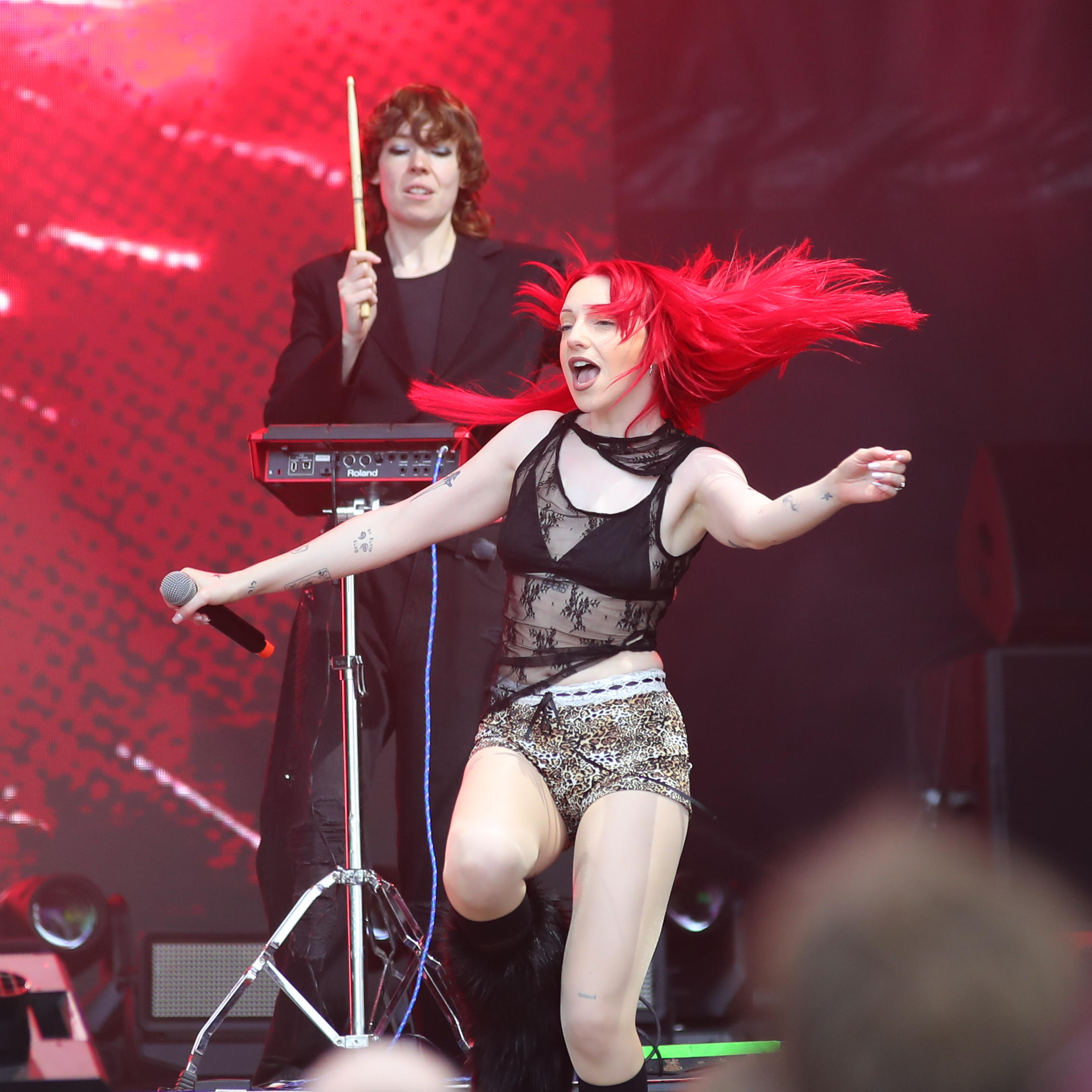
Sophie and the Giants auf der Kieler Woche 2025

## Geschichte
Sophie Scott begann 2015 unter dem Künstlernamen Sophie and the Giants aufzutreten. Zunächst war das Ziel ihres Projekts lediglich, Musik zu üben, unterstützt von befreundeten Amateurmusikern. Im Frühjahr 2017 band sie jedoch Schlagzeuger Chris Hill, den Bassisten Bailey Stapledon und den Gitarristen Toby Holmes ein, drei Kommilitonen aus einem Musikcollege in Guildford, Die neue Band zog nach Sheffield und veröffentlichte im April 2018 ihre erste Single Monsters, gefolgt von der EP Adolescence.
Sophie and the Giants starteten 2019 mit einem Auftritt für BBC Radio Sheffield am 12. Januar; am 15. März veröffentlichte sie die neue Single The Light, die von Codemasters für den Trailer des Rennspiels Grid verwendet wurde. Der Song wurde auch in einer deutschen Vodafone-Werbung eingesetzt. Anfang Juni ersetzte Antonia Pooles Stapledon. Im Sommer trat SATG bei den Reading and Leeds Festivals und beim Glastonbury Festival auf. Eine neue Single, Break the Silence, wurde im August veröffentlicht, gefolgt von Runaway im November, und im Dezember spielte SATG erneut für BBC Radio Sheffield, diesmal live aus den Maida Vale Studios.
Im Jahr 2020 veröffentlichten Sophie and the Giants mit dem deutschen DJ Purple Disco Machine den Song Hypnotized, der stark vom Italo-Disco-Genre inspiriert war. Hypnotized war in ganz Europa ein großer Erfolg und wurde in Italien mit fünf Platin-Schallplatten und in Frankreich mit einer Diamant-Schallplatte ausgezeichnet. Es folgte die Single Right Now. Mit Benny Benassi und Dardust veröffentlichte sie 2021 die Single Golden Nights. Weitere Erfolge und internationale Zusammenarbeiten folgten.

## Diskografie

### EPs
- 2018: Adolescence

### Singles
| Jahr | Titel Album                          | Höchstplatzierung, Gesamtwochen, AuszeichnungChartplatzierungen (Jahr, Titel, Album, Platzierungen, Wochen, Auszeichnungen, Anmerkungen) | Höchstplatzierung, Gesamtwochen, AuszeichnungChartplatzierungen (Jahr, Titel, Album, Platzierungen, Wochen, Auszeichnungen, Anmerkungen) | Höchstplatzierung, Gesamtwochen, AuszeichnungChartplatzierungen (Jahr, Titel, Album, Platzierungen, Wochen, Auszeichnungen, Anmerkungen) | Anmerkungen                                                                         |
| Jahr | Titel Album                          | DE | AT | CH | Anmerkungen                                                                         |
| ---- | ------------------------------------ | --- | --- | --- | ----------------------------------------------------------------------------------- |
| 2020 | Hypnotized Exotica                   | DE11 ×3Dreifachgold · (49 Wo.)DE | AT23 ×2Doppelplatin · (37 Wo.)AT | CH18 ×2Doppelplatin · (40 Wo.)CH | Erstveröffentlichung: 8. April 2020 Verkäufe: + 1.672.333; mit Purple Disco Machine |
| 2022 | In the Dark Exotica (Deluxe Version) | DE12 Gold · (35 Wo.)DE | AT26 Platin · (24 Wo.)AT | CH40 Gold · (28 Wo.)CH | Erstveröffentlichung: 21. Januar 2022 Verkäufe: + 598.000; mit Purple Disco Machine |

Weitere Singles
- 2018: Space Girl
- 2018: Monsters
- 2018: Bulldog
- 2019: The Light
- 2019: Break the Silence
- 2021: Right Now
- 2021: Don’t Ask Me to Change
- 2021: Falene (Michele Bravi feat. Sophie and the Giants)
- 2021: Golden Nights (mit Benny Benassi, Dardust, Astrality)
- 2021: If I Don’t Break Your Heart I’ll Break Mine
- 2022: We Own The Night
- 2023: DNA (mit Mearsy)
- 2023: Paradise (mit Purple Disco Machine; #14 der deutschen Single-Trend-Charts am 3. November 2023[24])
- 2024: Shut up and Dance
- 2023: All Night (mit R3hab)

## Auszeichnungen für Musikverkäufe
| Goldene Schallplatte - Belgien - 2021: für die Single Hypnotized - Finnland - 2021: für die Single Hypnotized - Italien - 2024: für die Single Falene - 2024: für die Single Golden Nights - 2024: für die Single DNA - Niederlande - 2021: für die Single Hypnotized Platin-Schallplatte - Frankreich - 2023: für die Single In the Dark - Italien - 2022: für die Single In the Dark - Polen - 2023: für die Single In the Dark - Spanien - 2024: für die Single Hypnotized - Tschechien - 2021: für die Single Hypnotized - Ungarn - 2023: für die Single Hypnotized | 2× Platin-Schallplatte - Ungarn - 2023: für die Single In the Dark 3× Platin-Schallplatte - Polen - 2023: für die Single Hypnotized 5× Platin-Schallplatte - Italien - 2021: für die Single Hypnotized Diamantene Schallplatte - Frankreich - 2024: für die Single Hypnotized |

Anmerkung: Auszeichnungen in Ländern aus den Charttabellen bzw. Chartboxen sind in ebendiesen zu finden.
| Land/RegionAuszeichnungen für Musikverkäufe (Land/Region, Auszeichnungen, Verkäufe, Quellen) | Gold     | Platin       | Diamant  | Verkäufe | Quellen             |
| -------------------------------------------------------------------------------------------- | -------- | ------------ | -------- | -------- | ------------------- |
| Belgien (BRMA)                                                                               | Gold1    | —            | —        | 20.000   | ultratop.be         |
| Deutschland (BVMI)                                                                           | 2× Gold2 | Platin1      | —        | 800.000  | musikindustrie.de   |
| Finnland (IFPI)                                                                              | Gold1    | —            | —        | 5.000    | Einzelnachweise     |
| Frankreich (SNEP)                                                                            | —        | Platin1      | Diamant1 | 533.333  | snepmusique.com FR2 |
| Italien (FIMI)                                                                               | 3× Gold3 | 6× Platin6   | —        | 600.000  | fimi.it             |
| Niederlande (NVPI)                                                                           | Gold1    | —            | —        | 40.000   | Einzelnachweise     |
| Österreich (IFPI)                                                                            | —        | 3× Platin3   | —        | 90.000   | ifpi.at             |
| Polen (ZPAV)                                                                                 | —        | 4× Platin4   | —        | 200.000  | olis.pl             |
| Schweiz (IFPI)                                                                               | Gold1    | 2× Platin2   | —        | 50.000   | hitparade.ch        |
| Spanien (Promusicae)                                                                         | —        | Platin1      | —        | 60.000   | elportaldemusica.es |
| Tschechien (IFPI)                                                                            | —        | Platin1      | —        | 10.000   | Einzelnachweise     |
| Ungarn (MAHASZ)                                                                              | —        | 3× Platin3   | —        | 12.000   | slagerlistak.hu     |
| Insgesamt                                                                                    | 9× Gold9 | 22× Platin22 | Diamant1 |          |                     |